# 観音寺 (福島県会津美里町)
観音寺（かんのんじ）は、福島県大沼郡会津美里町にある臨済宗妙心寺派の寺院。山号は左下山。

## 歴史
天長7年（830年）、徳一による建立と伝わる。境内から数百メートル離れた山中にある観音堂は聖観音を安置し、会津三十三観音の21番札所・左下り観音（さくだりかんのん）として信仰を集めるほか、無頸観音（くびなしかんのん）と呼ばれる石像にまつわる物語が言い伝えられている。

## 建築
観音堂は岩場に作られた懸造(かけづくり)で、五間(約9m)四方、高さ四丈八尺(約14.5m)の木造三層閣。東向きに廻り縁が設置されており、当初は修験道の入行前に籠るための行堂として建てられたと考えられている。また、延文3年(1358年)に蘆名家の家臣・富田将監祐義によって修復されたと伝えられている。
2014年(平成26年)9月30日に福島県の重要文化財に指定された。

## アクセス
いずれも県道沿いの駐車場(大型バス不可)まで。更に20分ほど山道を歩く。歩きやすい靴で熊鈴も持参。
- 車 ‐ 磐越自動車道の会津若松ICから国道121号と49号を経て国道118号に入り15kmほど南下、福島県道23号会津高田上三寄線に右折して5kmほどの左側。
- 鉄道 ‐ 会津鉄道会津線芦ノ牧温泉駅から車で8分または徒歩1時間／只見線会津本郷駅から徒歩1時間
- バス ‐ 会津若松駅より会津バス｢若松→芦の牧・大川発電所｣の南原停留所まで35分、県道23号を徒歩45分。